# Sierżant konnej policji
Sierżant konnej policji – powieść autorstwa polskiego pisarza Wiesława Wernica z 1985 roku. 
Treścią książki są spisane podczas pobytu w Kanadzie w roku 1890 przez doktora Jana wspomnienia sierżanta Północno - Zachodniej Konnej Policji Ovena Hove’a. Ten syn Polaka Chowerskiego i Kanadyjki wspomina jak został policjantem oraz osiem historii z czasów swej służby w trzech posterunkach na Terytoriach Północno - Zachodnich.
Obecnie leżących w północnej części  Saskatchewanu i Alberty.

## Ciekawostka
Autor pomieszał chronologię. Najpierw dowiadujemy się, że urodzony w roku 1865 Hove mając kilka miesięcy do ukończenia lat osiemnastu zgłosił się do Policji i nie został przyjęty. Z dalszego fragmentu zaś, że było to w roku 1873, gdy organizowano Północno – Zachodnią Policję Konną.